# Bourse supérieure du muscle biceps fémoral
La bourse supérieure du muscle biceps fémoral (ou bourse séreuse du long biceps) est une bourse synoviale du membre inférieur située au niveau de la cuisse.

## Description
La bourse supérieure du muscle biceps fémoral est située entre le tendon d'origine du chef long du muscle biceps fémoral et la tubérosité ischiatique.